# 银缕梅
银缕梅（学名：Parrotia subaequalis）一种分布于中国江苏、浙江及安徽等地的落叶小乔木，为金缕梅科波斯铁木属下的一个种。属于中国国家一级重点保护野生植物。

## 分类
本种最初由中国植物学家张宏达发表时归入金缕梅属（Hamamelis），称为小叶金缕梅（Hamamelis subaequalis）。1992年，研究人员以本种为模式种创建了一个新属－银缕梅属（Shaniodendron）。1998年，研究人员再次对在银缕梅标本从基本形态特征和核糖体DNA ITS序列检测结果对比分析，认为它与波斯铁木属（Parrotia）具有最为密切的亲缘关系，因此又将本种归入波斯铁木属。

## 形态特征
银缕梅高可达4～5米。叶倒卵形，长4～6.5厘米，宽2～4.5厘米，先端钝，上面有光泽，下面有星状柔毛；侧脉4～5对；托叶早落。短穗状花序腋生及顶生，具3-7花；雄花与两性花同序，外轮1-2朵为雄花，内轮4-5朵为两性花；花无梗，苞片卵形；萼筒浅杯状，萼具不整齐钝齿，宿存；无花瓣；雄蕊5-15，花丝长，直伸，花后弯垂，花药2室，具4个花粉囊，药隔突出；子房半下位，2室，花柱2，常卷曲。蒴果近圆形，长8～9毫米，花柱宿存。种子纺锤形，长6-7毫米，两端尖，褐色有光泽，种脐浅黄色。